# Municipio de Newton (condado de Jasper, Iowa)
Newton Township es una subdivisión territorial inactiva del condado de Jasper, Iowa, Estados Unidos.  Según el censo de 2020, tiene una población de 15 029 habitantes.
Es una subdivisión exclusivamente geográfica, por cuanto el estado de Iowa no utiliza la herramienta de los townships como Gobiernos departamentales.

## Geografía
Está ubicada en las coordenadas 41°43′58″N 93°3′40″O / 41.73278, -93.06111. Según la Oficina del Censo de los Estados Unidos, tiene una superficie total de 94.76 km², de la cual 94.69 km² corresponden a tierra firme y 0.07 km² son agua.

## Demografía
Según el censo de 2020, hay 15 029 personas residiendo en la zona. La densidad de población es de 158.72 hab./km². El 95.5% de los habitantes son blancos, el 2.5% son afroamericanos, el 0.5% son amerindios, el 0.8% son asiáticos, el 0.1% son isleños del Pacífico, el 1.4% son de otras razas y el 5.2% son de una mezcla de razas. Del total de la población, el 3.8% son hispanos o latinos de cualquier raza.